# Божидар Йонов
Божидар Йонов е български художник – плакетист – известен като майстор на плаката. Автор е на многобройни художествени реализации в областта на пространствения и на графичния дизайн.

## Творческа биография
Божидар Йонов е роден на 16 февруари 1942 в гр. София и е завършил стенопис в Националната художествена академия в периода от 1963 до 1968 година. Там като негов преподавател и емблематична фигура е бил един художник – Георги Богданов, немски възпитаник, който стриктно давал на студентите формули и рецепти за бъркане на боите, за тестване на емулсии и др. По това време към преподавателския екип в катедрата се присъединява и Мито Гановски. Той е от съветската школа. По този начин Божидар Йонов е имал уникалният шанс да бъде обучаван от един смесен тандем на мюнхенската и московската академия. Тази комбинация се оказва много успешна с присъствието на тези личности, които изграждат в него търсещият дух на плакетист и най-вече да възприеме себе си като художник с бъдеще и перспектива. Още тогава сегашният професор с еднакво увлечение се впускал в различни посоки на изобразителното изкуство, като правел стенописи, плакати, витражи и др. Дипломирал се с витраж от лято стъкло, поръчан за току-що построения курорт Албена. По късно той работи в творческия фонд на СБХ като директор на ателие „Пространствено оформление“. До 1992 г. е художник на театър „София“. През 1994 г. печели конкурс за доцент и постъпва на работа в НХА, където e професор по графичен дизайн. Професор Божидар Йонов е ректор в периода от 2003 г. до 2007 г. което творецът признава като най-значим факт за цялостното негово творчество.

## Творческа активност
- Божидар Йонов е организирал свои самостоятелни изложби в Будапеща, Цюрих, Виена, Братислава, Москва, Берлин, Грийсбъро-(САЩ), Алжир, Токио, София и други градове на България.
- Божидар Йонов е участник в международните бианелета и триеналета на плаката в: Лахти, Варшава, Монс, Мексико, Бърно, Тояма.
- Божидар Йонов е основател на Международното триенале на сценичния плакат – София и член на организационния му комитет.

## Награди
Професор Божидар Йонов е носител на много международни и национални награди. Някои от тях са:
- Златен медал от Международния конкурс за туристически плакат – Торино, Италия
- Сребърен медал за графичен дизайн на календар от Международното бианале – Бърно
- Специална награда на АПН за плакат на олимпийските игри в Москва
- Втора награда от Международен конкурс на ООН за плакат на тема „Правата на човека“
- Награди на СБХ от бианалето на българския театрален плакат – Димитровград
- Годишна награда за рекламен дизайн на СБХ
- Специалната награда „Александър Жендов“ на СБХ за постижения в областта на графичния дизайн
- Голямата награда за календар на годината от Международен панаир Пловдив – 2006 г.
- Награда – ЗЛАТНО ПЕРО на радио КЛАСИК ФМ за 2011 г.